# Charlie Brandt
Pour les articles homonymes, voir Brandt.
Carl « Charlie » Brandt (23 février 1957 - 13 septembre 2004) est un tueur en série né en Indiana et ayant vécu à Keys en Floride. Il se suicida en 2004 après que sa femme, Teresa Brandt, fut retrouvée poignardée à sept reprises et que sa nièce eut été décapitée et mutilée. Une investigation de la police conclut que Carl Brandt avait tué sa femme et sa nièce pour ensuite se pendre dans le garage de cette dernière.
On apprit plus tard que Brandt avait tiré sur ses deux parents à l'aide d'un fusil en 1971, lorsqu'il avait treize ans. Il passa par la suite un an dans un hôpital psychiatrique. Il fut relâché et ne subit aucune charges criminelles. La famille de Brandt n'avait par ailleurs aucune idée de l'incident. En raison de cet événement, du succès du meurtre de sa femme et de sa nièce ainsi que de son obsession avec l'anatomie humaine, des investigateurs envisagèrent la possibilité qu'il puisse avoir été un tueur en série ayant agi sans être détecté depuis son arrivée en Floride, en 1973. La police lui a attribué jusqu'à six meurtres.

## Biographie

### Jeunesse
Carl "Charlie" Brandt est né le 23 février 1957 à Fort Wayne aux États-Unis. Il est le deuxième enfant d'Herbert et Ilse Brandt, deux immigrants allemands qui s'étaient installés au Texas avant de déménager dans le Connecticut. Le père de Charlie travaille comme ouvrier pour une division d'International Harvester, avant de devenir dessinateur et ingénieur de projet. La famille déménage fréquemment et le jeune Charlie ainsi que sa sœur aînée, Angela Brandt, fréquentent plusieurs écoles différentes. Charlie Brandt est considéré comme un bon élève, mais étant timide, il lui est difficile de s'adapter à un nouvel environnement. 
En septembre 1968, Herbert a été transféré à l'usine d'International Harvester à Fort Wayne en Indiana. Les Brandt passent fréquemment leurs vacances en Floride et Charlie chasse le petit gibier avec son père.

### Assassinat familial de 1971
La soir du 3 janvier 1971, Charlie Brandt, âgé de 13 ans et demi, entre dans la salle de bain de ses parents alors que son père était en train de se raser et que sa mère, enceinte de 8 mois, était en train de prendre un bain. À l'aide d'une arme à feu, il tire sur son père à bout portant dans le dos, puis se tourne vers sa mère et lui tire dessus à de multiples reprises. Son père survit de ce massacre, mais sa mère meurt sur le coup. Charlie Brandt se rend ensuite dans la chambre de sa sœur de 15 ans, Angela Brandt, la vise, mais son fusil s'enraye. Après une légère lutte, Angela parvient à calmer Charlie et court ensuite chercher de l'aide chez les voisins. Charlie quitte également la maison pour se rendre chez Sandi Radcliffe, une fille habitant près de chez lui. Après être arrivé chez elle, Charlie lui déclare : « Sandi, je viens de tirer sur mon père et ma mère. »
Après avoir été reconnu par son père comme étant l'assaillant, Charlie Brandt passe trois évaluations psychiatriques. Aucune d'entre elles ne put déterminer de trouble psychique en lui, ou la raison l'ayant amené à tirer sur ses parents. Ronald Pancner, l'un des anciens psychiatres de Charlie, ajouta plus tard : «Au fond, je cherchais des troubles psychiques. Et il ne montrait pas les signes ou symptômes de troubles psychotiques sérieux, ce que je croyais être ce que la cour voulait savoir». Des entretiens avec la famille et les amis de Charlie Brandt indiquent qu'il n'avait ni de conflits à la maison ni à l'école et qu'il n'avait jamais montré de dévouement à l'égard de sa mère. Pancner et les autres psychiatres de Charlie furent finalement incapables de trouver une raison psychologique pour la fusillade, déclarant plus tard : « Nous n'avons trouvé aucune psychose, ni de pensées dérangées qui seraient une raison pour commettre ce crime ».
Étant donné que Charlie Brandt est trop jeune pour être jugé pour meurtre en vertu de la loi de l'Indiana, il passe plus d'un an dans un hôpital psychiatrique, avant d'être remis sous la garde de sa famille en juin 1972. La famille n'a plus jamais parlé de l'incident. Jusqu'en 2004, les deux jeunes sœurs de Charlie vivront en croyant que leur mère était morte dans un accident de voiture.

### Déménagement en Floride
Dès 1973, Charlie et sa famille déménagent à Ormond Beach en Floride. Puis en 1974, le père de Charlie (s'étant remarié entre-temps) et ses jeunes sœurs sont retournés dans l'Indiana, tandis que Charlie et Angela restent sous la garde de leurs grands-parents. Durant plusieurs années, Charlie Brandt semble s'être rangé du crime, mais après avoir atteint sa majorité le 23 février 1978, le jeune homme serait repassé à l'acte (la police lui attribuera un grand nombre d'assassinats après sa mort, 26 ans plus tard).

### Série d'assassinats
Le 20 septembre 1978, Carol Sullivan, 12 ans, est enlevée à un arrêt d'autobus scolaire, dans le comté de Volusia. Son crâne a été retrouvé dans un seau, ce qui a conduit les autorités à présumer qu'elle a été assassinée et décapitée. Charlie Brandt est âgé 21 ans et demi et vit dans le comté de Volusia, au moment du crime. Mais le lien n'étant pas fait avec Brandt, ce dernier ne sera jamais inquiété pour cet assassinat.
En 1984, Charlie Brandt obtient un diplôme en électronique et devient spécialiste du radar pour Ford Aerospace à Astor.
En 1986, Charlie Brandt épouse sa petite amie, Theresa « Teri » Helfrich. Il a alors 29 ans. Aucun parent n'a été invité à leur mariage. Sa sœur Angela et son mari Jim avaient conseillé à Brandt de parler à Teri du meurtre de sa mère, mais personne n'a jamais su s'il l'a véritablement fait. 
Le 16 décembre 1988, Lisa Saunders, 20 ans, est battue et traînée hors de sa voiture à Big Pine Key. Son cœur manquait quand elle a été retrouvée, mais on ne sait pas s'il a été extrait par un agresseur ou mangé par des vautours.
En 1989, Charlie Brandt et Teri Helfrich s'installent dans une maison de plage à Big Pine Key, dans les Keys de Floride.
Le 16 juillet 1989, le corps partiellement vêtu de Sherry Perisho est retrouvé près du North Pine Channel Bridge à Big Pine Key, où Perisho, étant sans-abri, vivait sur une annexe. Sa gorge a été tranchée et sa tête a presque été totalement coupée. Son corps a été mutilé et son cœur avait été retiré. Il faudra attendre 15 ans, avant de savoir que Sherry a été retrouvé à moins de 300 m de la demeure de Charlie Brandt et que l'apparence de ce dernier correspondait au portrait-robot d'un homme traversant l'U.S. Route 1, aperçu près de l'endroit où le cadavre de Perisho fut retrouvé, la nuit de sa mort.
Le 24 novembre 1995, Darlene Toler, 38 ans, une travailleuse du sexe de Miami, est assassinée à son tour. Son corps, sans tête ni cœur, a été enveloppé dans du plastique et découvert près d'une autoroute. Charlie Brandt utilise régulièrement la même autoroute et garde un relevé de kilométrage de ses voyages, qui démontrera neuf ans plus tard une entrée de 100 miles – la distance en voiture entre Big Pine Key et Miami – le jour de son meurtre. Il ne sera pas non plus inquiété pour ce crime de son vivant.

### Assassinat familial de 2004
Le 2 septembre 2004, Charlie et sa femme évacuent leur demeure avant que l'ouragan Ivan ne fasse des ravages sur leur maison. Leur nièce, Michelle Lynn Jones, les invite alors à rester chez elle. Tout au long de la visite, elle reste en contact régulier avec sa mère, Mary Lou Jones, ainsi que plusieurs de ses amis. 
Dans la soirée du 13 septembre 2004, l'une des amies de Michelle, Lisa Emmons, étant supposée la visiter chez elle, renonce à la demande de Michelle Jones, en raison d'une querelle ayant éclaté entre les Brandt après avoir bu de l'alcool. Après cette soirée, Jones cessa de répondre au téléphone, ce qui alarma ses connaissances.
Le 15 septembre 2004, Debbie Knight, une autre des amies de Jones, n'ayant pas de nouvelles d'elle, décide d'aller à sa maison, tout en étant au téléphone avec Mary Lou Jones. La porte étant fermée à clef, elle essaye d'entrer par le garage, où elle découvre le corps pendu de Charlie Brandt. En raison de la température et du temps qui s'est écoulé depuis sa mort (deux jours), il est en état de décomposition. Knight contacte la police, qui entre dans la maison et découvre le cadavre de la femme et de la nièce de Charlie Brandt. Teri Brandt a été poignardée sept fois dans la poitrine et repose sur un fauteuil inclinant. Michelle Jones, retrouvée sur son lit, a été décapitée et éventrée. Son cœur et ses organes ont été retirés et sa tête a été placée à côté de son propre corps. Les armes utilisées lors du double assassinat ont été des couteaux provenant de la cuisine de Jones. En se basant sur les similitudes avec l'assassinat de Sherry Perisho, les investigateurs du comté de Monroe déterminèrent que Charlie Brandt était le coupable et clôturèrent l'enquête le 6 mai 2006.

### Liens à d'autres meurtres
Des investigations parmi des affaires non classées de Floride lièrent éventuellement Brandt à d'autres meurtres non résolus ayant des similitudes avec la mort de Michelle Jones. Ils incluaient la décapitation des victimes ainsi que l'extraction du cœur, ce que les détectives avaient déterminé être le centre de l'obsession de Charlie. Les recherches menèrent à 26 cas non résolus en Floride allant jusqu'à 1973 : année ou Charlie Brandt eut emménagé dans l'état.